# Lunch atop a Skyscraper

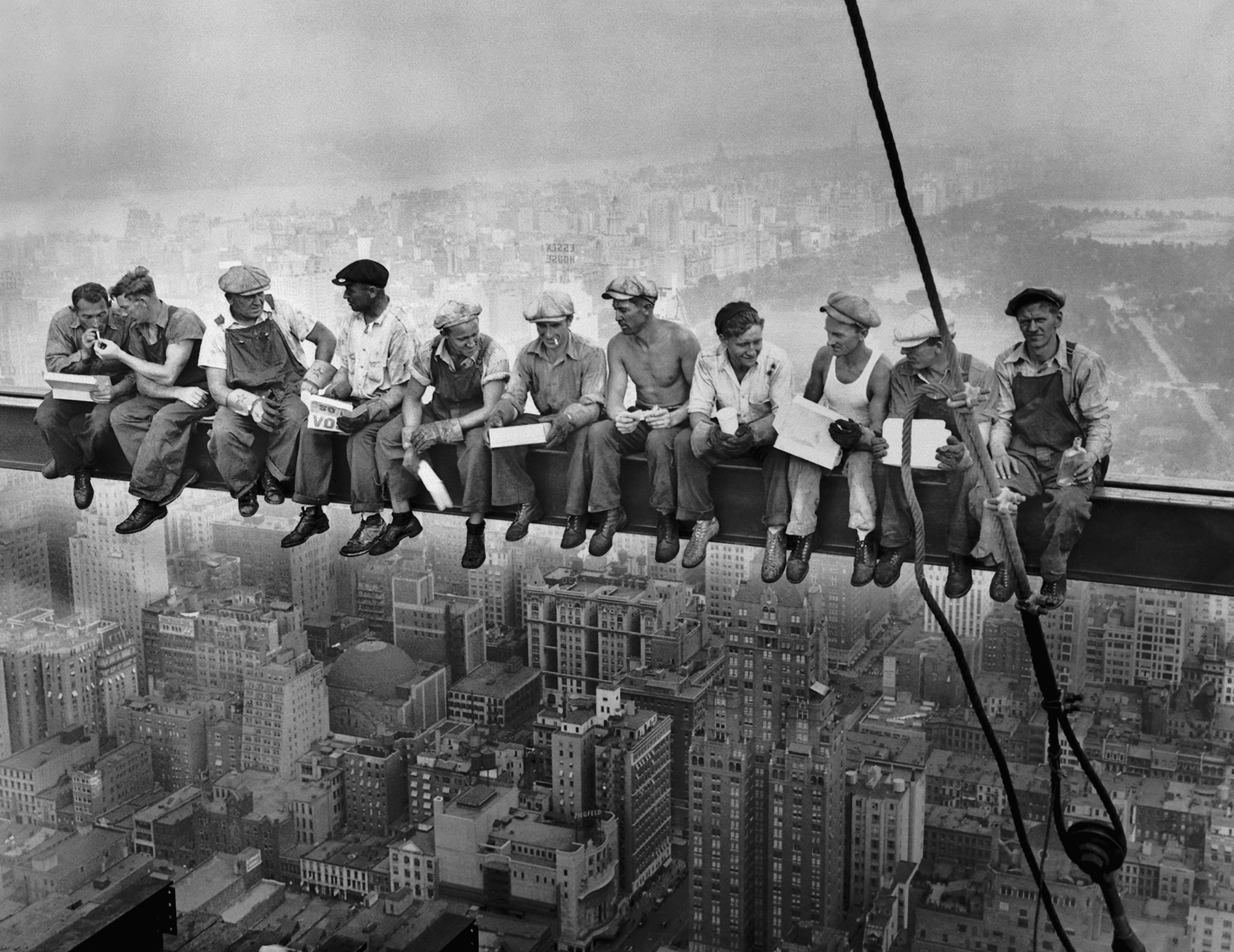
Lunch atop a Skyscraper, 1932

Lunch atop a Skyscraper (New York Construction Workers Lunching on a Crossbeam) é uma fotografia tirada em cima da estrutura de aço do 30 Rockefeller Plaza, durante a construção do Rockefeller Center, em Manhattan, Nova York, Estados Unidos.

## Características gerais
A fotografia mostra onze homens almoçando, sentados em uma viga com os pés balançando 840 pés (260 m) acima das ruas da cidade de Nova York. A fotografia foi tirada em 20 de setembro de 1932, no 69º andar do edifício RCA durante os últimos meses de construção. Segundo os arquivistas, a fotografia foi de fato combinada. Embora a fotografia mostre verdadeiros trabalhadores, acredita-se que o Rockefeller Center tenha combinado o momento para promover seu novo arranha-céu. Outras fotografias tiradas no mesmo dia mostram alguns trabalhadores jogando bola e fingindo dormir na viga. A foto apareceu no suplemento fotográfico de domingo do New York Herald Tribune em 2 de outubro de 1932.

## Autor
Anteriormente atribuída a "desconhecido" e muitas vezes erroneamente atribuída a Lewis Hine, foi creditada a Charles C. Ebbets em 2003. As evidências que confirmam sua autoria mantida nos arquivos do espólio de Ebbets incluem ordens de serviço originais mostrando faturas ao Rockefeller Center pelo período em torno da foto, cartas de recomendação de seu trabalho no Rockefeller Center quando a foto foi tirada, uma cópia do artigo original de o NY Herald Tribune, quando a foto apareceu pela primeira vez em 1932, em seu próprio álbum de recortes de seu trabalho, fotos de seu escritório em NY, tiradas em 1932, mostrando a imagem em uma tela de quadro de avisos de seu trabalho e um negativo dela. Os candidatos alternativos mencionados como possivelmente tendo tirado a foto incluem dois outros fotógrafos, William Leftwich e Thomas Kelley, que foram vistos nas imagens do Rockefeller Center naquela época, mas nenhuma evidência foi produzida de que qualquer um deles tenha tirado a imagem. O Ebbets também foi documentado como um contratado independente que trabalhava com a agência de publicidade Hamilton Wright Jr. na época que se sabe ter sido contratada pelo Rockefeller Center em 1932 para ajudar na publicidade do projeto.

## Homens na imagem
Houve inúmeras alegações sobre as identidades dos homens na imagem. O Museu Nacional do Índio Americano afirmou identificar três nativos americanos na foto. O filme Men at Lunch traça alguns dos homens até uma possível origem irlandesa e o diretor relatou em 2013 que planejava acompanhar outras alegações de parentes suecos. O filme confirma a identidade de dois homens: Joseph Eckner, terceiro da esquerda, e Joe Curtis, terceiro da direita, fazendo referência cruzada com outras fotos tiradas no mesmo dia em que foram nomeadas na época. O primeiro homem da direita foi identificado como o trabalhador eslovaco Gustáv (Gusti) Popovič, da aldeia de Vyšný Slavkov, no distrito de Levoča. Popovič era originalmente um lenhador e carpinteiro. Em 1932, ele enviou a sua esposa Mária (Mariška) um cartão postal com esta fotografia na qual escreveu: "Não se preocupe, minha querida Mariška, como você pode ver, eu ainda estou com uma garrafa. Seu Gusti." A tumba de Gustáv e Mária no cemitério Vyšný Slavkov é decorada com a foto.